# Bahnstrecke Georgsmarienhütte–Hasbergen
| Streckennummer (DB): | 9161                 |                                    |                                    |
| Kursbuchstrecke (DB): | 15860, ex 222d       |                                    |                                    |
| Kursbuchstrecke: | 222d (1946)          |                                    |                                    |
| Streckenlänge: | 7,8 km               |                                    |                                    |
| Spurweite: | 1435 mm (Normalspur) |                                    |                                    |
| Zweigleisigkeit: | –                    |                                    |                                    |
| |                      |                                    |                                    |
| \| \| \| von Münster \| \| \| \| 7,8 \| Hasbergen \| Hasbergen \| \| \| \| nach Bremen \| \| \| \| \| ehem. Perm-Bahn \| \| \| \| \| Wulfskotten \| \| \| \| \| Augustaschacht \| \| \| \| \| ehem. Hüggelbahn \| \| \| \| 3,3 \| Patkenhof (ehem. Holzhausen) \| Patkenhof (ehem. Holzhausen) \| \| \| \| ehem. Verbindung zum Haller Willem \| \| \| \| 0,5 \| Georgsmarienhütte \| Georgsmarienhütte \| \| \| \| (Streckenende) \| \| \| \| \| \| \| \| Quellen: [1][2] \| \| \| \| |                      |                                    |                                    |
| Strecke |                      | von Münster                        | von Münster                        |
| Bahnhof | 7,8                  | Hasbergen                          | Hasbergen                          |
| Abzweig geradeaus und nach links |                      | nach Bremen                        | nach Bremen                        |
| Abzweig geradeaus und ehemals von links |                      | ehem. Perm-Bahn                    | ehem. Perm-Bahn                    |
| ehemaliger Haltepunkt / Haltestelle |                      | Wulfskotten                        | Wulfskotten                        |
| ehemaliger Haltepunkt / Haltestelle |                      | Augustaschacht                     | Augustaschacht                     |
| Abzweig geradeaus und ehemals von rechts |                      | ehem. Hüggelbahn                   | ehem. Hüggelbahn                   |
| ehemaliger Bahnhof | 3,3                  | Patkenhof (ehem. Holzhausen)       | Patkenhof (ehem. Holzhausen)       |
| Abzweig geradeaus und ehemals nach links |                      | ehem. Verbindung zum Haller Willem | ehem. Verbindung zum Haller Willem |
| Dienststation / Betriebs- oder Güterbahnhof | 0,5                  | Georgsmarienhütte                  | Georgsmarienhütte                  |
| |                      | (Streckenende)                     |                                    |
| |                      |                                    |                                    |
| Quellen: |                      |                                    |                                    |

Die Bahnstrecke Georgsmarienhütte–Hasbergen verbindet Georgsmarienhütte im Landkreis Osnabrück mit der Bahnstrecke Bremen–Münster. Hauptaufgabe der Strecke ist der Güterverkehr, der Personenverkehr wurde 1978 eingestellt. Es bestand eine Verbindung zur Bahnstrecke Osnabrück–Bielefeld („Haller Willem“).

## Geschichte

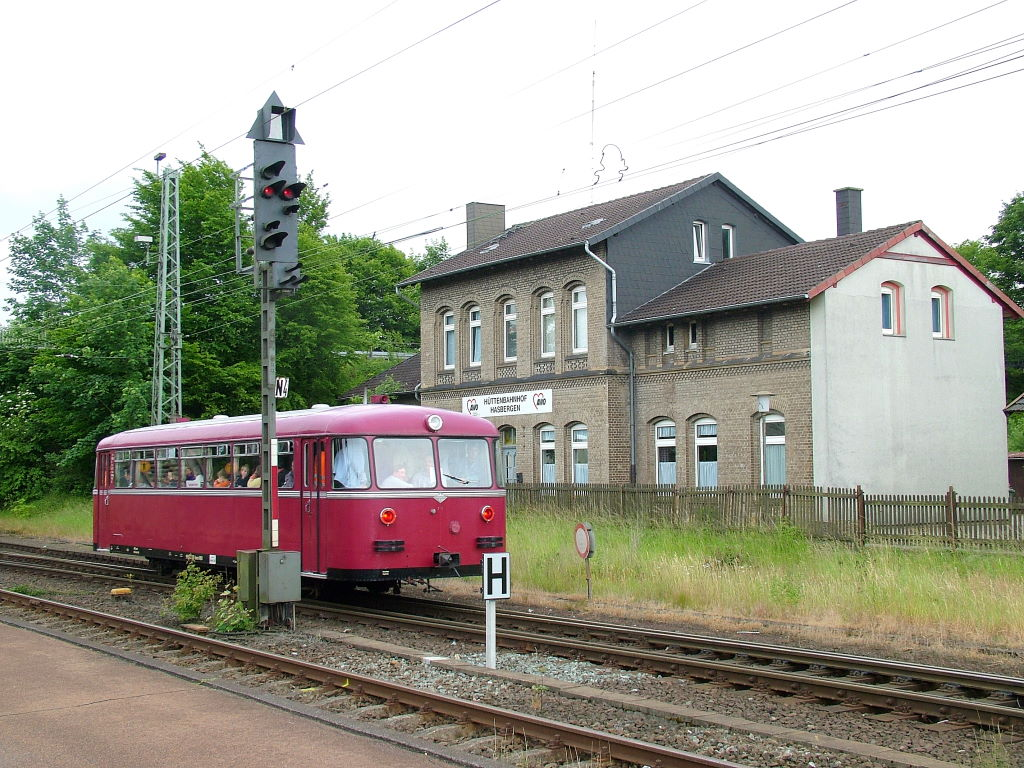
Der ehemalige Bahnhof der Hüttenbahn in Hasbergen

Der Plan für den ältesten Teil der Strecke wurde 1864 von der Königlich-Hannoverschen Regierung ausgestellt. Sie umfasst die Verbindung von Georgsmarienhütte zum Roten Berg. Bis 1870 ging die Strecke stückweise in Betrieb, wobei in Hasbergen ein eigener Bahnhof direkt gegenüber demjenigen der Köln-Mindener Eisenbahn-Gesellschaft (CME) entstand.
Nach Inbetriebnahme der Hüggelbahn im Jahre 1865 konnten Erze kostengünstig vom Hüggel zur Hütte transportiert werden. In Hasbergen bestand Anschluss an die „Rollbahn“ sowie ab 1887 an die Perm-Bahn. Über letztere rollten die Erze von der Ibbenbürener Zeche Perm kostengünstig zur Hütte. Mit Stilllegung der Perm-Bahn im Jahre 1926 und der Hüggelbahn schrittweise von 1970 bis 1987 verlor sie ihre Abzweigstrecken.
Eine Einstellung des Güterverkehrs wurde im Zuge der Reaktivierungsplanungen für den „Haller Willem“ diskutiert, der Güterverkehr wäre dann auf diese Strecke verlagert worden. Sie verbindet hier Osnabrück mit Oesede. Diese Überlegungen wurden jedoch aufgrund von Anwohnerprotesten nicht weiter verfolgt und der Gleisanschluss von der Georgsmarienhütte zum Bahnhof Oesede (heute Haltepunkt) stillgelegt.
Eigentümer der Strecke war zunächst der Georgs-Marien-Bergwerks- und Hüttenverein, ab 1978 (nach der Stilllegung des Personenverkehrs) ging die Strecke in das Eigentum der Wittlager Kreisbahn bzw. später der Verkehrsgesellschaft Landkreis Osnabrück über. Seit 1996 befindet sich die Strecke wiederum im Eigentum der Georgsmarienhütte GmbH.
Der Betrieb wurde durchgehend durch die Transportabteilung bzw. das Transportunternehmen der Georgsmarienhütte durchgeführt, welches lange Zeit als Georgsmarienhütten-Eisenbahn (GME) firmierte und seit 1996 den Namen Georgsmarienhütte Eisenbahn- und Transport GmbH (GET) führt.